# Lexus

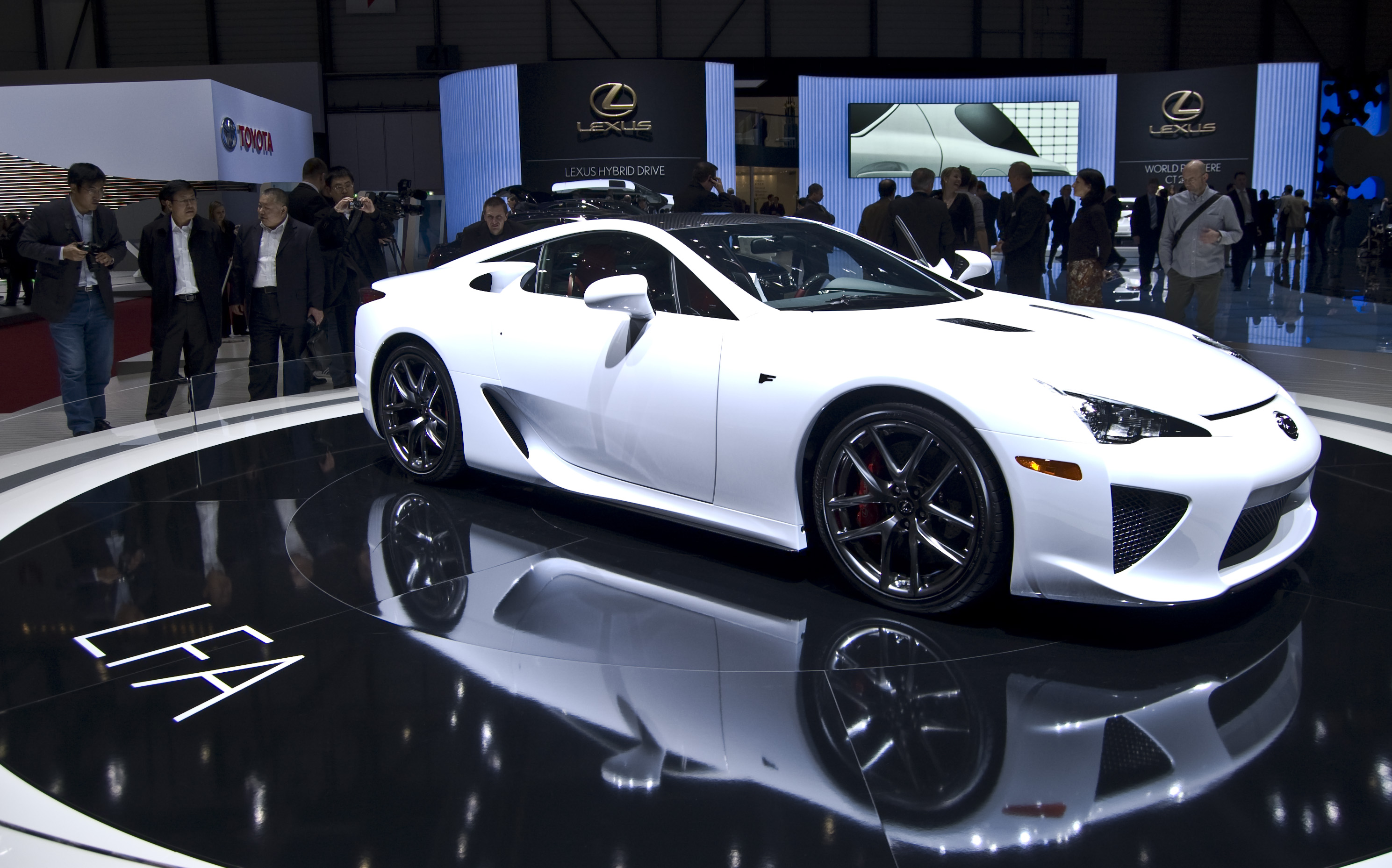
Lexus LFA

Lexus (яп. レクサス  рэкусасу) (рус. «Ле́ксус») — марка премиальных автомобилей, производимых японской корпорацией Toyota Motor. Автомобили бренда продаются более чем в 90 странах мира, в том числе и в России с 2002 года. На момент 25 января 2021 года у компании более 50 дилеров на территории страны.

## История

### Начало
В 1983 году глава корпорации Toyota Эйдзи Тойода озвучил своё желание создать лучший в мире автомобиль, вследствие чего появился проект с кодовым названием F1 (Flagship One), результатом которого стал Lexus LS 400 — первый автомобиль в истории бренда. Инженеры и дизайнеры F1 проектировали Lexus LS 400 с целью экспансии международного рынка, работая также над новым двигателем V8.
В мае 1985 года в США были организованы фокус-группы и проведено маркетинговое исследование премиального рынка. Несколько дизайнеров команды F1 поселились в съёмном доме на Laguna Beach в Калифорнии, чтобы исследовать привычки и вкусы представителей местного высшего класса. В это же время инженеры F1 тестировали прототип автомобиля на немецких автобанах и на улицах американских городов. Позднее на базе результатов маркетингового исследования было принято решение о необходимости создания новой дилерской сети на территории США.
В 1986 году консалтинговая компания Lippincott & Margulies сформировала список из 219 наименований, из которых предстояло выбрать название нового бренда. Наиболее предпочтительным вариантом в итоге оказался Alexis, однако из-за сильных ассоциаций с Алексис Кэррингтон, персонажем популярного в 1980-х годах сериала «Династия», было решено трансформировать его в Lexus. Происхождение названия Lexus часто относят к комбинации слов luxury (роскошь) и elegance (элегантность). По другой теории Lexus является акронимом фразы luxury exports to U.S. Однако официально утверждается, что у названия бренда Lexus нет специального значения и что слово lexus просто хорошо передаёт имидж роскоши и технологичности.

### Запуск
Проект F1 был завершён в 1989 году. К этому времени 60 дизайнеров, 1400 инженеров, 2300 технических специалистов и 220 помощников разработали примерно 450 прототипов. В итоге был создан автомобиль LS 400. Он отличался уникальным дизайном, специально разработанным 4-литровым бензиновым двигателем с 8 цилиндрами и приводом на заднюю ось. LS 400 был впервые представлен публике на Североамериканском международном автосалоне в Детройте. В сентябре 1989 года начались официальные продажи.
В январе 1990 года журнал Car and Driver включил LS 400 в список десяти лучших автомобилей года. Немного позднее автомобиль Lexus занял первое место в рейтинге Initial Quality Survey, выпущенном J.D. Power and Associates — ведущим в мире агентством, специализирующемся на исследованиях автомобильного рынка. В том же году модель LS 400 начала продаваться в Великобритании и Канаде.
История создания автомобиля Lexus изложена в одной из глав книги историографа Toyota Джеффри Лайкера.

### Рост и дальнейшая экспансия
В последующие годы Lexus постоянно расширяет свой модельный ряд и географию присутствия:
- 1991 год: Продав за год 71 206 автомобилей, Lexus становится самым продаваемым брендом импортных автомобилей премиум-класса в США[7][8]. На рынок выходит первое спорткупе от Lexus — SC 400;
- 1992 год: Lexus становится лидирующим импортёром автомобилей премиум-класса, продав за год 92 890 авто;
- 1993 год: Выпущен спортивный седан премиум-класса GS 300;
- 1995 год: Lexus в пятый раз подряд побеждает в рейтинге J.D. Power and Associates по уровню удовлетворённости клиентов обслуживанием у дилеров[9];
- 1996 год: На рынок выходит первый внедорожник Lexus LX 450;
- 1998 год: Представлен первый городской кроссовер RX 300, основатель сегмента премиальных кроссоверов;
- 1999 год: Выпущен компактный спортседан IS 250;
- 2002 год: На рынок вышел внедорожник Lexus GX 470. В России открывается первый официальный дилер Lexus[10];
- 2005 год: На российский рынок выходит первый в мире премиальный кроссовер с гибридной установкой Lexus RX 400h[11];
- 2009 год: В ограниченном количестве 500 экземпляров выпускается серийный суперкар Lexus LFA, который моментально распродан по цене 500 000 евро;
- 2013 год: Lexus продаёт 100-тысячный автомобиль в России — им стал гибридный кроссовер RX 450h;
- 2014 год: Lexus представляет компактный кроссовер NX — бестселлер бренда в России;
- 2019 год: На автосалоне в Токио Lexus демонстрирует концепт-кар Lexus LF-30 Electrified, позиционирующийся как беспилотный автомобиль будущего.

## Технологии и разработки

### Технологии безопасности
1. Первый автомобиль Lexus — Lexus LS — стал первым автомобилем в мире, оснащённым подушкой безопасности на руле в сочетании с регулировкой рулевой колонки по вылету и углу наклона[12].
2. Lexus IS стал первым в мире автомобилем, оснащённым двухкамерной фронтальной пассажирской подушкой безопасности. Она была разработана для обеспечения улучшенной защиты зоны головы, шеи и плеч в случае удара, а специальная конструкция снижала риск травмирования лица[12].
3. Брендом Lexus была изобретена технология Active Steering Assist для предупреждения столкновения в тех случаях, когда системы автоматического торможения недостаточно. Эта технология помогает автомобилю не только затормозить, но и «увернуться» от препятствия[12].
4. На своих автомобилях Lexus впервые применил камеры вместо боковых зеркал с целью повышения качества обзора, а также улучшения аэродинамических характеристик авто[13].

### Гибридные автомобили
Lexus первым освоил технологию переработки никель-металлгидридных батарей, использующихся в гибридных автомобилях.

### Технологии производства
1. Lexus первым из производителей создал деревянные вставки для интерьера, выполненные из бамбука (модель Lexus GS)[15].
2. Lexus LS стал первым автомобилем, в производстве которого использовался метод лазерной сварки, обеспечивающий соединение до пяти листов стали в одну панель. Благодаря этой технологии сварные швы, обычно видимые на дверных панелях автомобиля, в LS 400 стали почти незаметны для глаз, кроме того, это позволило увеличить прочность кузова и исключить риск коррозии в точке сварки[7].

### Навигация
Автомобили второго поколения LS стали первыми автомобилями в мире, в которых в качестве опции можно было установить спутниковую систему навигации.

### Ходовые качества и аэродинамика
1. Lexus LS стал первой в мире моделью с автоматической адаптивной системой регулировки жёсткости подвески (AVS). Регулировка осуществляется исходя из дорожных условий, стиля вождения и скорости автомобиля. Амортизатор настраивается таким образом, чтобы поддерживать оптимальный баланс между комфортом и управляемостью[источник не указан 1710 дней].
2. Четырёхцилиндровый двигатель объёмом 2 литра модели NX стал первым в мире двигателем, конструкция которого сочетает в себе головку блока цилиндров с жидкостным охлаждением и турбонагнетатель с двойной улиткой. Это позволило добиться высокого уровня компрессии и большей экономии топлива[17].
3. Впервые в мире в заднеприводном автомобиле был установлен дифференциал с возможностью управления вектором тяги (TVD)[18]. Основные принципы его работы:
  - Установлен на задней оси;
  - Блок управления анализирует показания датчиков ускорения, тормозных усилий, продольных и поперечных перегрузок, курсовой устойчивости;
  - При возникновении необходимости передачи большего момента на одно из колёс задней оси, например при прохождении поворотов на скорости, включается мотор привода дифференциала на соответствующей из полуосей;
  - Появляется возможность более скоростного движения в поворотах без снижения уровня безопасности.
4. В автомобилях Lexus впервые в мире была установлена восьмиступенчатая автоматическая коробка передач (AA80E, заводской индекс TL-80SN)[источник не указан 1710 дней].
5. LC — первый в мире премиальный спортивный автомобиль, оснащённый 10-ступенчатой автоматической коробкой передач, которая обеспечивает плавный, ритмичный ход и быстрое переключение скоростей[19].
6. В 2014 году Lexus первым из автопроизводителей разработал технологию Active Sound Control (ASC), которая позволяет усилить и адаптировать звук двигателя через аудиосистему в салоне[20].

### Технологии климат-контроля
1. В Lexus LS была установлена первая в мире система климат-контроля с инфракрасными датчиками, измеряющими температуру тела водителя и пассажиров. В зависимости от их показаний в каждой зоне салона меняется температура, происходит автоматическое включение и выключение вентиляции и обогрева сидений[21].
2. Четвёртое поколение модели Lexus GS было оснащено первой в мире системой климат-контроля S-FLOW, которая направляет потоки воздуха только туда, где находятся пассажиры, что в том числе повышает эффективность расхода топлива[22].

### Системы освещения
Lexus первым из автопроизводителей внедрил в свои автомобили светодиодные передние фары. Помимо этого, бренд первым вывел на рынок адаптивную систему дальнего света (AHS), а также адаптивную систему распределения дальнего света (BladeScan).

### Аудио- и мультимедиасистемы
Модель Lexus LS имеет 24-дюймовый проекционный дисплей (HUD), который является самым большим проекционным дисплеем в мире.
В создании 3-го поколения LS в качестве партнёра принимал участие бренд Mark Levinson. Модели имели усилитель уникальной конструкции и одиннадцать специально разработанных динамиков. Это был не только первый автомобиль Lexus, оснащённый аудиосистемой Mark Levinson, но и первый автомобиль в мире с премиальной аудиосистемой.

## Модельный ряд по состоянию на январь 2021 года

### Lexus LC

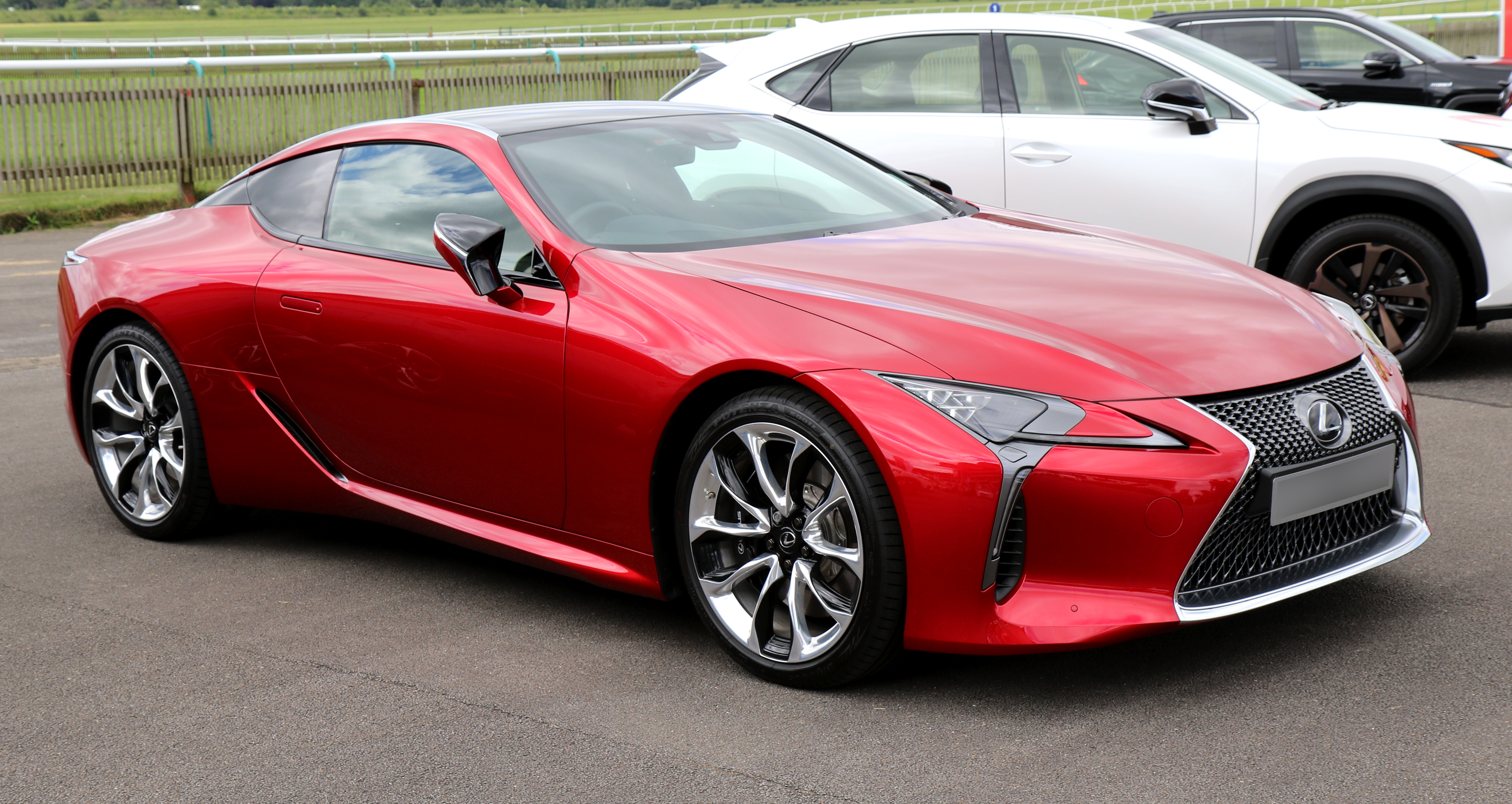
Lexus LC 500

Lexus LC — флагманское купе гран-туризмо премиум-класса.

### Lexus ES
Lexus ES — среднеразмерный седан бизнес-класса, выпускаемый с 1989 года.
Поколения:

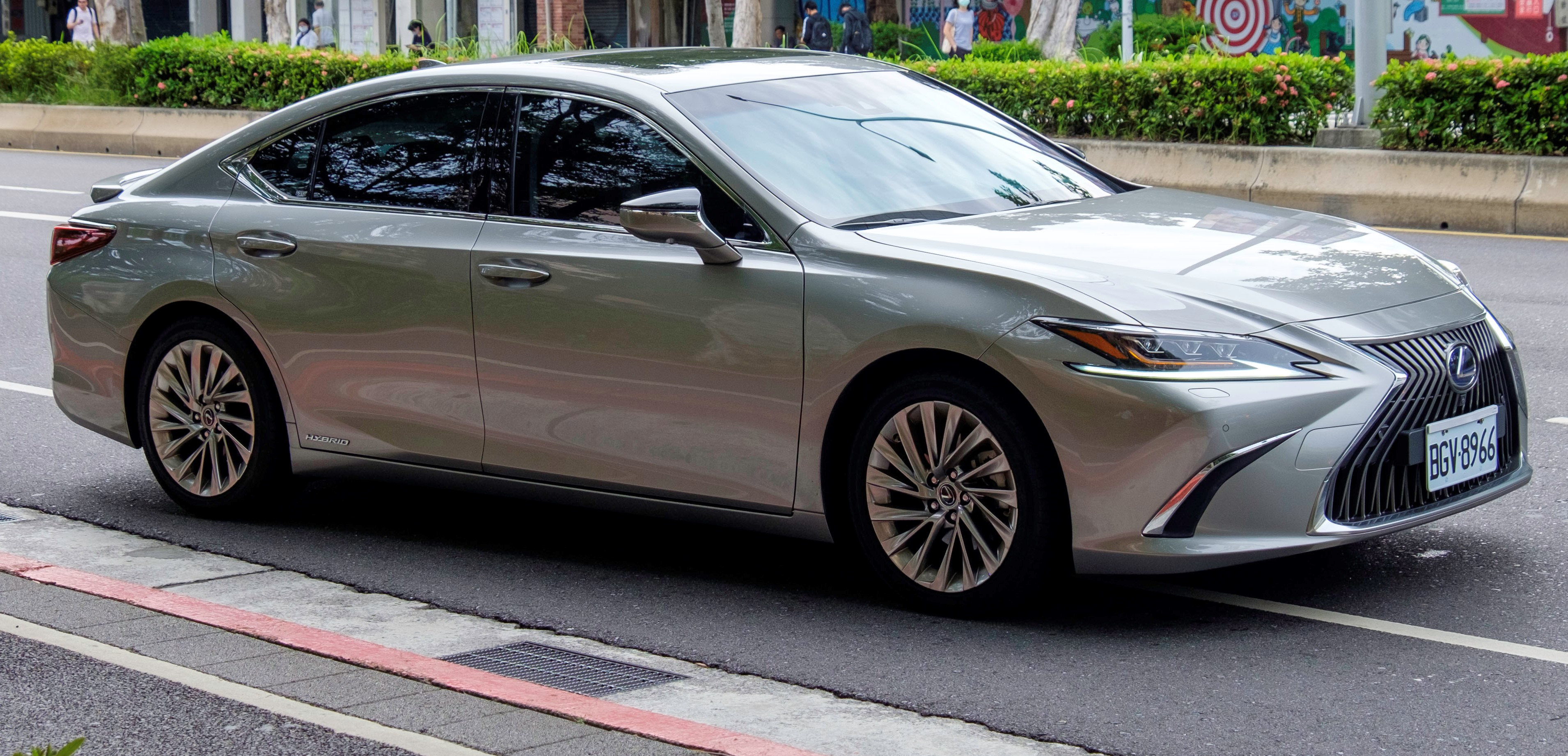
Lexus ES

- 1-е поколение: ES 250 (1989—1991 гг.)
- 2-е поколение: ES 300 (1991—1996 гг.)
- 3-е поколение: ES 300 (1996—2001 гг.)
- 4-е поколение: ES 300, ES 330 (2001—2006 гг.)
- 5-е поколение: ES 350 (2007—2011 гг.)
- 6-е поколение: ES 250, ES 350 (2012 г. — н. в.)
- 7-е поколение: ES 200, ES 250, ES 350 (2018 г. — н. в.)

Двигатель укомплектован шестиступенчатой автоматической трансмиссией ECT-I. Индекс аэродинамического сопротивления ES равен 0,28. Производится в Японии на заводе Кюсю в Фукуоке. По габаритам находится между седанами GS и LS. ES — первый переднеприводной Lexus в современной линейке.

### Lexus LS
Lexus LS — автомобиль представительского класса.
Поколения:
- Первое поколение (1989—1994 гг.);
- Второе поколение (1995—2000 гг.);

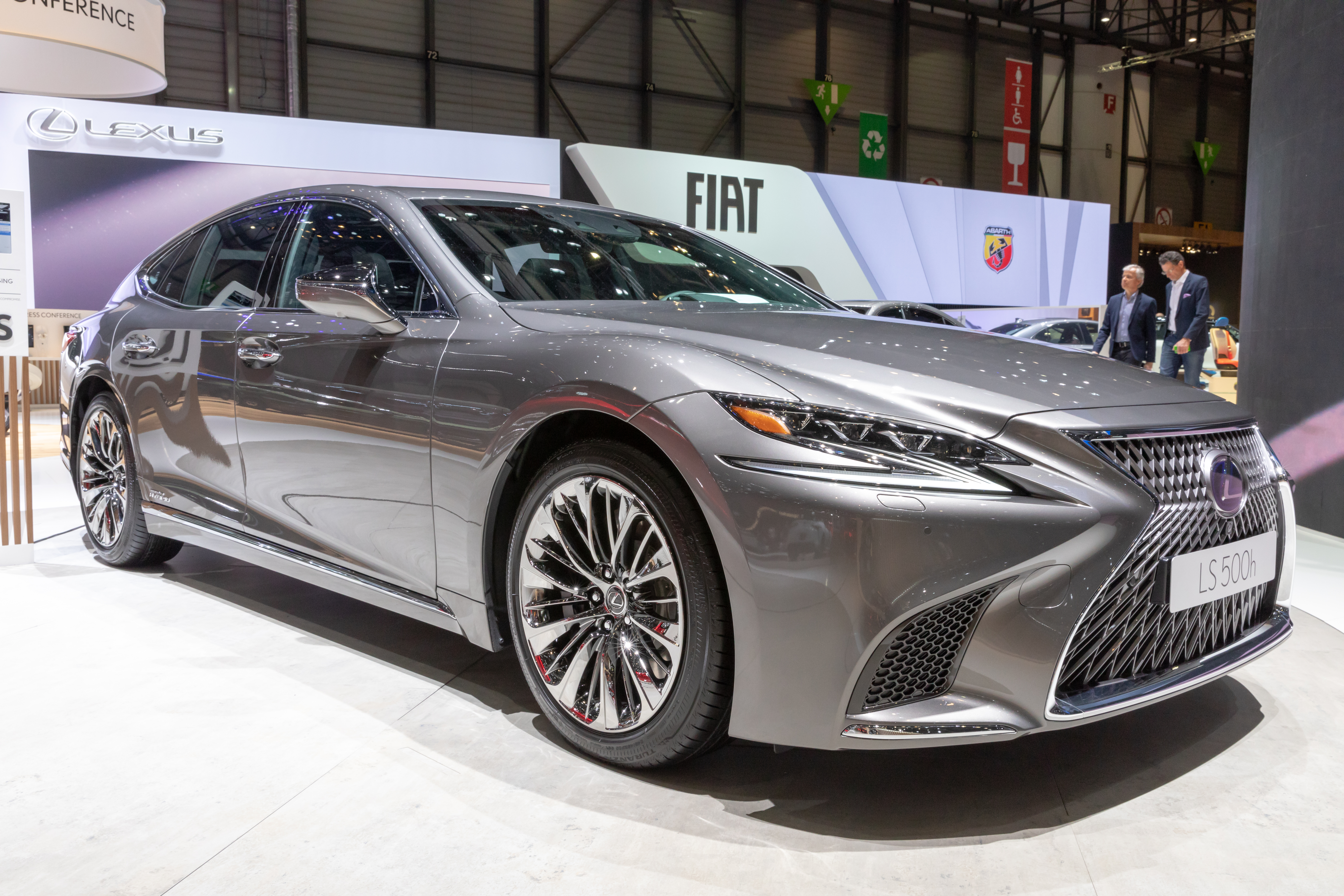
Lexus LS

- Третье поколение (август 2000 — 2006 гг.);
- Четвёртое поколение (2006 г. — 2017 гг.);
- Пятое поколение (2017 г. — настоящее время).

Первое и второе поколения Lexus LS были оснащены двигателем 1UZ-FE объёмом 4 л. Третье поколение LS дебютировало в августе 2000 года. Объём двигателя увеличился до 4,3 л.
Модель LS пятого поколения дебютировала в январе 2017 года на Североамериканском международном автосалоне в Детройте. На новый LS 500 впервые стал устанавливаться двигатель V6. 3,5-литровый двигатель с двойным турбонаддувом развивает мощность 421 л.с. и крутящий момент 600 Нм.

### Lexus LX

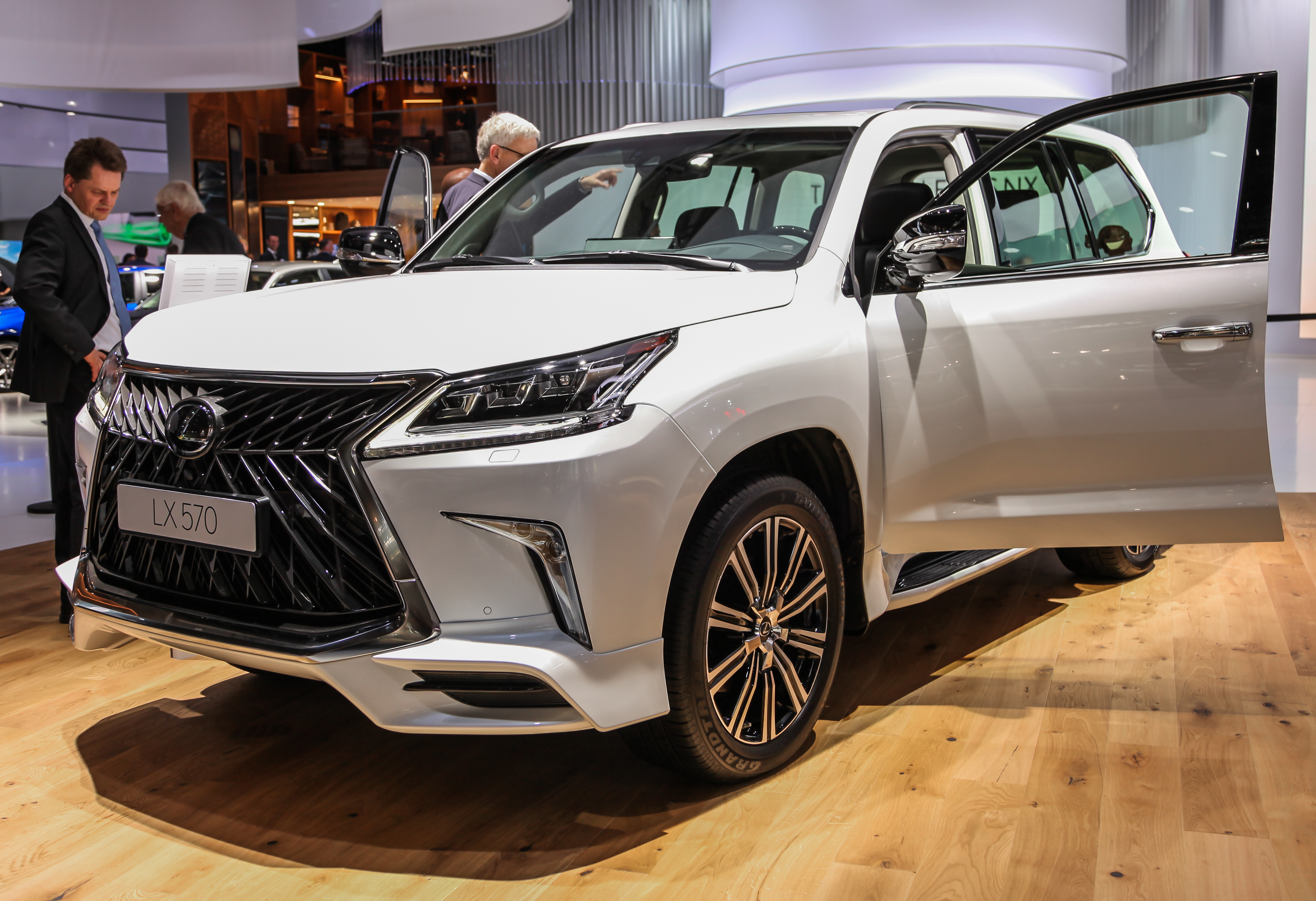
Lexus LX

Lexus LX — полноразмерный 8-местный внедорожник бренда Lexus. По состоянию на январь 2021 г. выпускается уже третье поколение. Основные рынки сбыта — Россия, Северная Америка, Ближний Восток, Китай, Индонезия, Филиппины, Австралия и Новая Зеландия. На российском рынке LX стабильно входит в тройку самых продаваемых автомобилей бренда.

### Lexus GX
Lexus GX — среднеразмерный внедорожник. Первое поколение (GX 470) дебютировало в 2002 году на автосалоне NAIAS в Детройте, ведущий дизайнер — Сёити Фудзиёси. С 2009 г. выпускается второе поколение.
В модельном ряду Lexus GX располагается между кроссовером Lexus RX и полноразмерным SUV Lexus LX. Отличается рамной конструкцией и мощным двигателем V8.

### Lexus NX
Lexus NX — компактный кроссовер премиум-класса, изначально представлен как концепт Lexus LF-NX в 2014 году на автосалоне в Пекине.

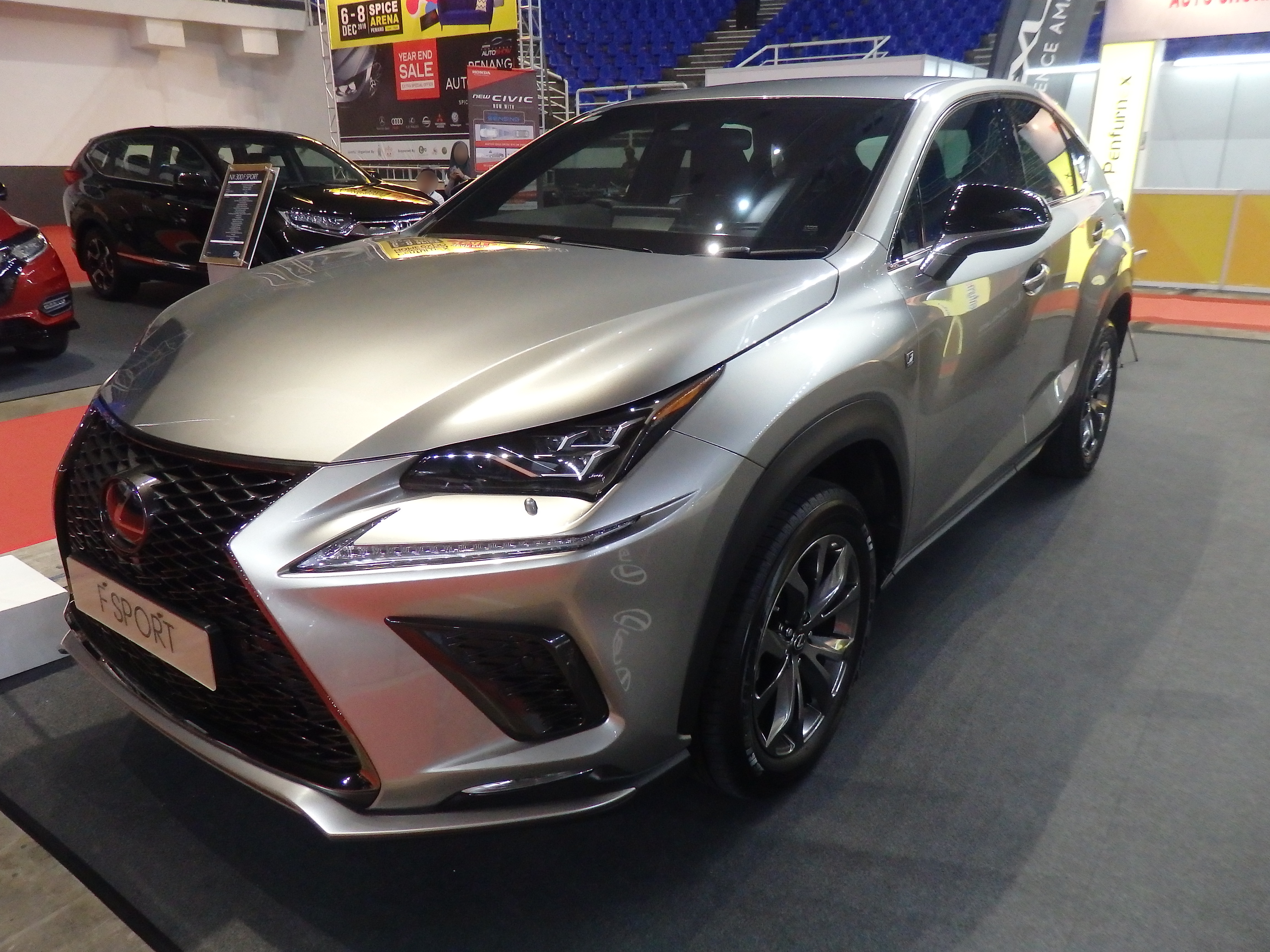
Lexus NX 300 °F SPORT

Дорестайлинговые версии существовали в трёх модификациях двигателя: Lexus NX 200, Lexus NX 200t (турбированный вариант) и Lexus NX 300h (гибридная версия). В 2017 году автомобиль получил рестайлинг, в котором название турбированной версии мотора изменилось с NX 200t на NX 300.

### Lexus RX
Lexus RX — среднеразмерный кроссовер.

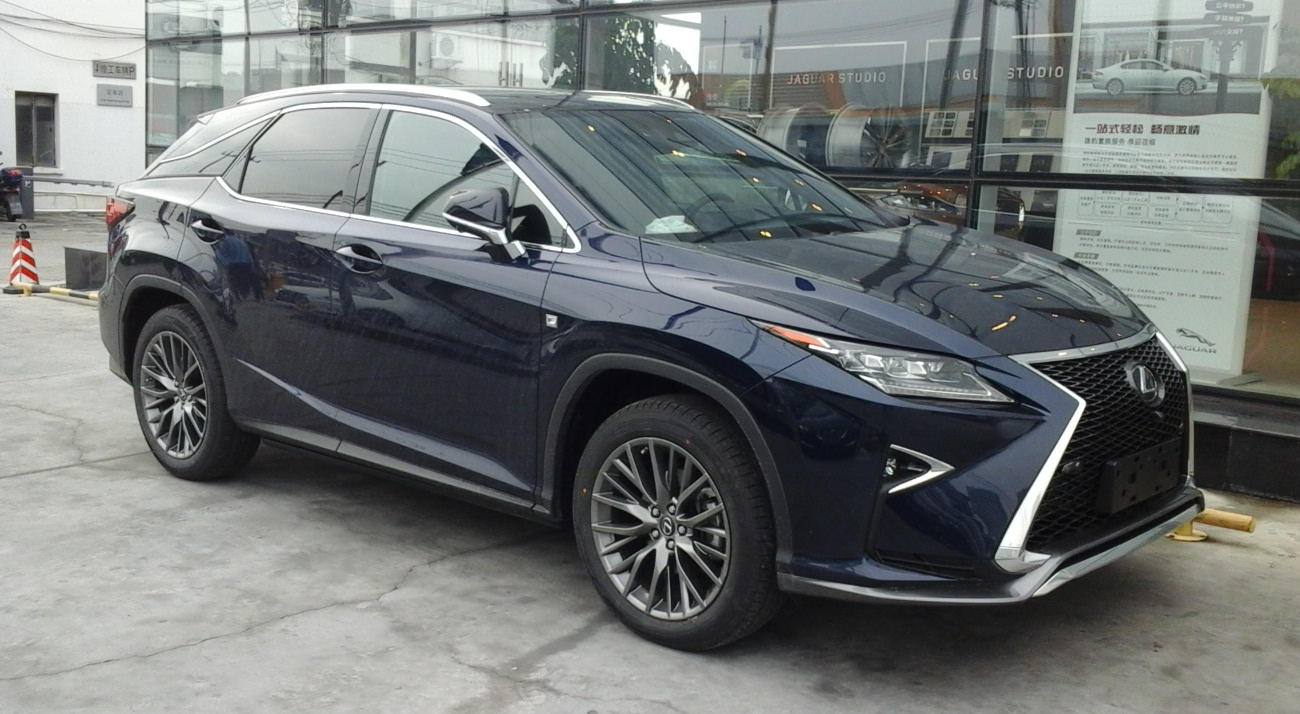
Lexus RX

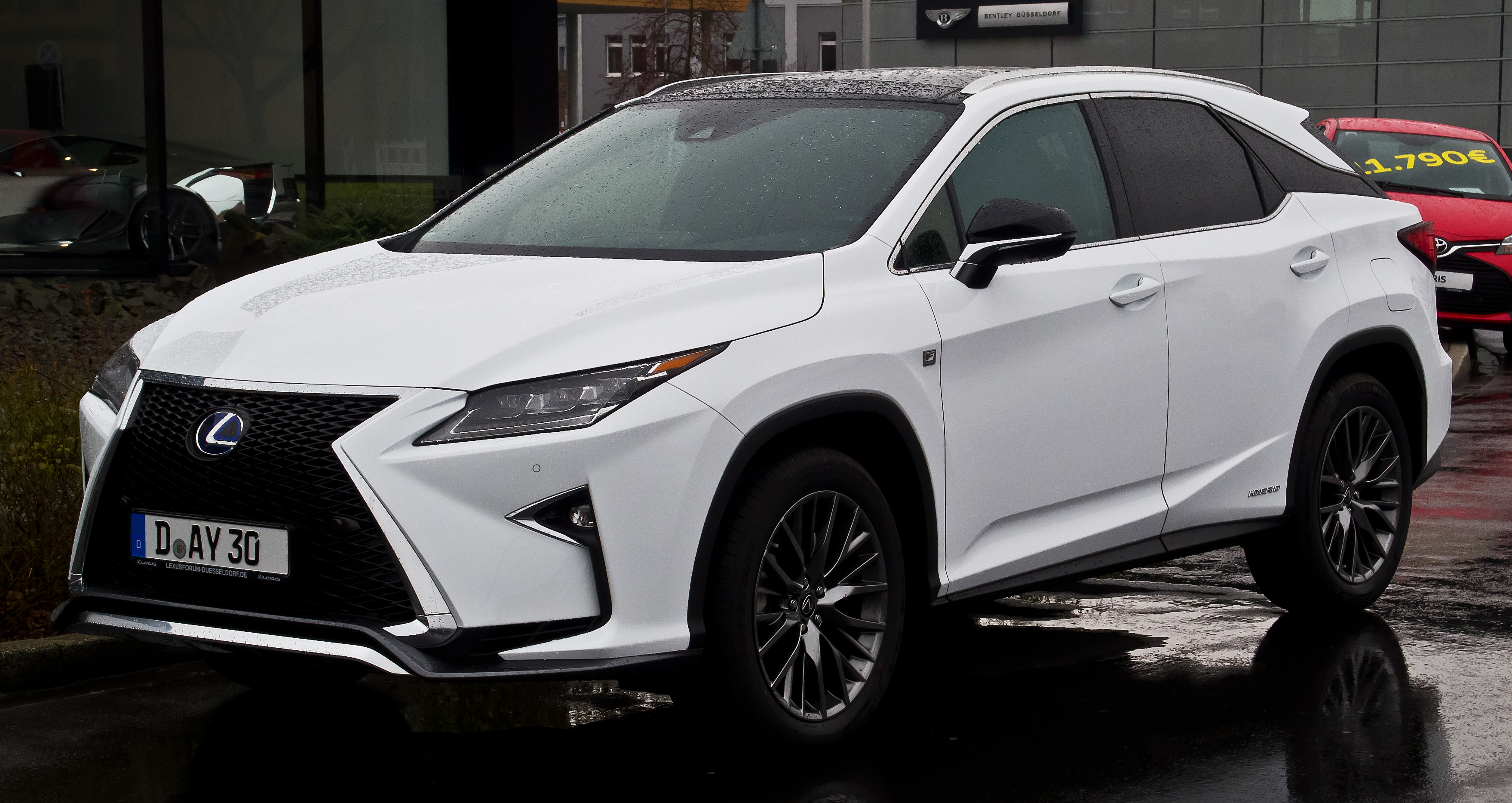
Lexus RX F SPORT

В экспортном варианте шёл под серией RX (RX 300, RX 330, RX 350). Его презентация состоялась в 1997 году на Чикагском автосалоне. Lexus RX произвёл фурор на автомобильном рынке и стал первым премиальным кроссовером в мире. Уже в первый год было реализовано 44 618 автомобилей. Сегодня RX — самая продаваемая модель Lexus за всю историю бренда, в том числе и в России.
В 2018 году автомобиль также предлагается в удлинённой модификации RX 350L (L = Large — «большой»), оснащённой тремя рядами кресел.
Поколения Lexus RX:
- 1-е поколение: RX 300 (1997—2003 гг.);
- 2-е поколение: RX 300, RX 330, RX 400h (2003—2009 гг.);
- 3-е поколение: RX 270, RX 350, RX 450h (2008—2015 гг.);
- 4-е поколение: RX 300, RX 350, RX 450h (2015 г. — н. в.).

В 2019 году модель получила рестайлинг 4-го поколения, повлиявший как на внешние характеристики автомобиля, так и на конструктивные особенности. Фары приобрели более узкую и резкую конфигурацию, на бампере стало меньше граней, противотуманные фары стали горизонтальными. На заднем бампере появились новые сегменты светоотражателей. Была улучшена система автоматического управления дальним светом (здесь впервые появилась система BladeScan). Конструктивные изменения увеличили жёсткость кузова и улучшили управляемость за счёт дополнительных точек сварки, а также благодаря применению более жёстких стабилизаторов поперечной устойчивости и усиленных подшипников колёсных ступиц.
Модель также имеет специальную комплектацию RX Black Royal.

### Lexus UX

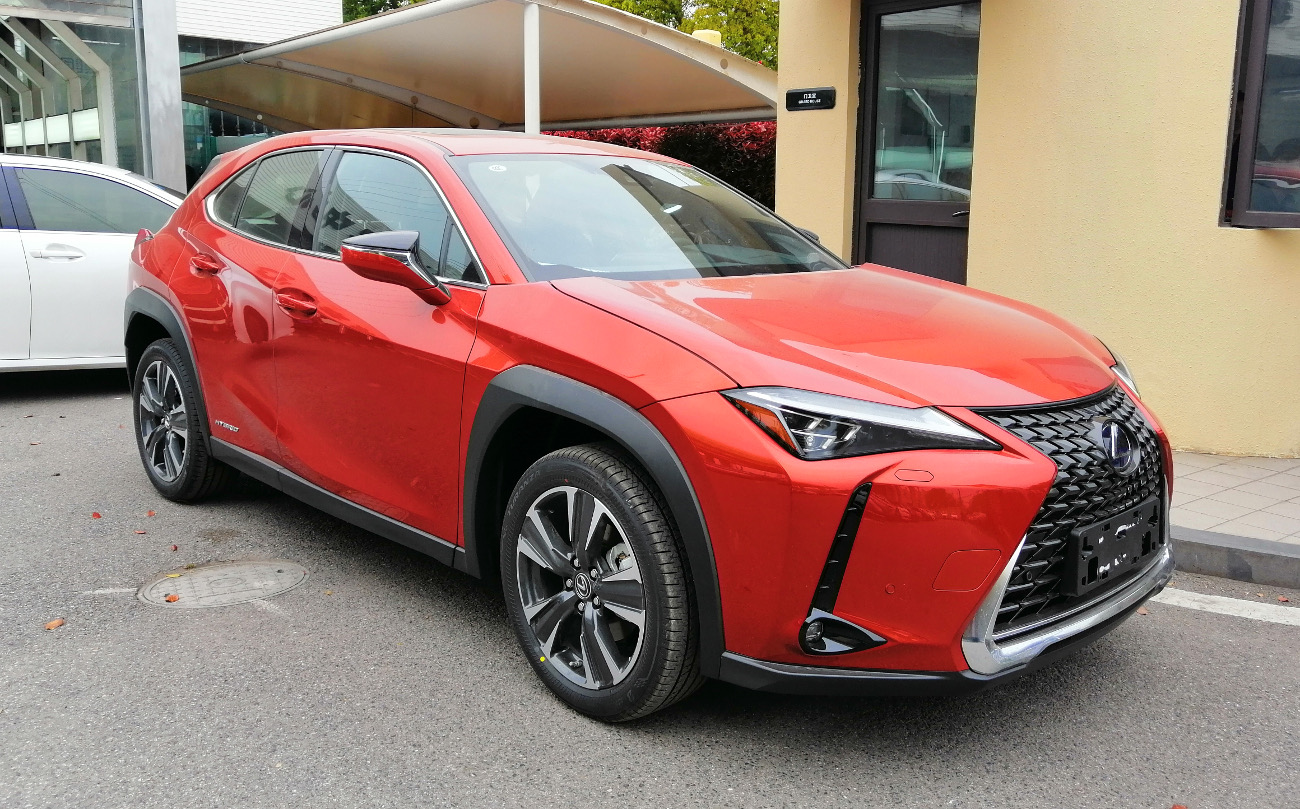
Lexus UX

Lexus UX — компактный кроссовер. Название расшифровывается как Urban explorer (городской исследователь).
Автомобиль предлагается в двух модификациях: бензиновой UX 200 и гибридной UX 250h. Все Lexus UX укомплектованы двигателем Dynamic Force 2.0 (171 л. с., 205 Н·м) и новым вариатором Direct Shift. Версия 250h дополнительно снабжена 80-киловаттным электромотором и полным приводом E-Four, мощность — 178 л. с. Безопасность обеспечивает комплекс Lexus Safety System+.

### Концепт-кары Lexus
- LF-30 Electrified Архивная копия от 24 ноября 2020 на Wayback Machine — полностью электрический прототип автомобиля.
- LF-1 Limitless Архивная копия от 24 ноября 2020 на Wayback Machine — флагманский среднеразмерный кроссовер Lexus.
- LS+ Concept Архивная копия от 24 ноября 2020 на Wayback Machine — флагманский концепт-кар с применением автоматизированных технологий вождения.
- LF-SA Архивная копия от 25 ноября 2020 на Wayback Machine — концепт-кар ультракомпактного городского автомобиля.
- LF-FC Архивная копия от 23 ноября 2020 на Wayback Machine — водородный седан.

## Награды и рейтинги в 2019—2020 гг
Consumer Reports 2020
- Lexus признан самым надёжным автомобильным брендом по результатам независимого рейтинга.

Рейтинг остаточной стоимости «Residual Value — 2020» аналитического агентства «АВТОСТАТ» (премиальный сегмент)  
- Lexus ES — 1-e место в категории седанов E-класса.
- Lexus RX — 1-е место в категории среднеразмерных кроссоверов.
- Lexus LX — 1-е место в категории внедорожников.

Рейтинг остаточной стоимости «Residual Value — 2019» аналитического агентства «АВТОСТАТ» (премиальный сегмент)
- Lexus ES — 1-e место в категории седанов E-класса.
- Lexus NX — 2-е место в категории среднеразмерных кроссоверов.
- Lexus GX — 3-е место в категории внедорожников.

J.D. Power 2020 U.S. Vehicle Dependability Study (рейтинг надёжности)
- Lexus ES — 1-е место в категории седанов премиум-класса.
- Lexus GX — 1-е место в категории премиальных среднеразмерных внедорожников.

J.D. Power 2019 U.S. Vehicle Dependability Study (рейтинг надёжности)
- Lexus — 1-е место среди автомобильных брендов.

## Сервис Lexus
Стандарты обслуживания Lexus базируются на японской философии омотенаши. Это практика гостеприимства, согласно которой различий между гостем и клиентом не существует.
Стандарты гостеприимства
На каждом этапе обслуживания клиента Lexus применяет специально разработанные стандарты гостеприимства. Для мотивации официальных дилеров и компетентной оценки сервиса Lexus инициировал премию Lexus Kiwami Awards, которая вручается ежегодно лучшим дилерским центрам Европы по результатам многоступенчатой оценки уровня обслуживания, а также показателей операционной деятельности. По состоянию на 2020 год, российские дилерские центры четырежды становились лауреатами награды.
Образовательные стандарты Lexus
Lexus обладает собственной системой обучения специалистов, которую проходят все сотрудники. В России обучение ведётся на базе специально оборудованного информационного центра в Москве. Ежедневно до 150 сотрудников официальных сервисов Lexus совершенствуют здесь свои навыки ремонта автомобилей. Каждые три года весь персонал официальных сервисов Lexus проходит переаттестацию для подтверждения квалификации. Ежегодно среди сотрудников дилерских центров Lexus проводится конкурс профессионального мастерства.

## Lexus Design Award
Международный конкурс Lexus Design Award Архивная копия от 24 ноября 2020 на Wayback Machine инициирован брендом Lexus в 2013 году. Его девиз: «Дизайн для лучшего будущего». Конкурс создан для дизайнеров, архитекторов, деятелей искусства и профессионалов в области технологий, которые хотят внести свой вклад в формирование будущего с помощью дизайна и инновационных решений. Ежегодно Lexus Design Award привлекает тысячи участников со всего мира. Конкурс также проводится и в России.